# Летње олимпијске игре 2032.
Летње олимпијске игре 2032. (енгл. Games of the XXXV Olympiad) биће 35. по реду Летње олимпијске игре и биће одржане у Бризбејну. Биће то треће Летње олимпијске игре одржане у Аустралији, а четврте одржане на Земљиној јужној хемисфери.
Након измена у правилима надметања, Међународни олимпијски комитет одабрао је и објавио Бризбејн као победничку понуду 21. јула 2021, два дана пре почетка Летњих олимпијских игара 2020 . Бризбејн је први пут објављен као најповољнија понуда 24. фебруара 2021. године, а формално одобрење Извршног одбора МОК-а је добио 10. јуна 2021. Бризбејн је постао први град домаћин који је изабран за домаћина Олимпијаде кроз нови процес подношења понуда.

## Избор домаћина
Бризбејн је потврђен за домаћина Летњих олимпијских игара 2032. на 138. заседању МОК-а 21. јула 2021. у Токију, Јапан. Пошто је добио право домаћина 11 година и 2 дана унапред, ово је највише времена које је град домаћин имао у планирању и организацији Олимпијских игара. Према новом формату избора будућих градова домаћина Олимпијских игара из Агенде МОК-а 2020, гласање је било у облику референдума за 80 делегата МОК-а. Према Аустралијској радиодифузној корпорацији, 72 делегата су гласала „да“, 5 је гласало „не“, а 3 друга гласача су била уздржана.
| Град     | Држава     | Гласови |
| -------- | ---------- | ------- |
| Бризбејн | Аустралија | 72      |